# Вінченцо Вівіані
Вінченцо Вівіані (італ. Vincenzo Viviani; 5 квітня 1622, Флоренція — 22 вересня 1703) — італійський математик, фізик, член Флорентійської Академії Наук, Паризької академії наук, Лондонського королівського товариства. Учень Галілео Галілея. Відновив 5-ту книгу «Конічних перетинів» Аполлонія, у якій розглядалися питання про максимуми і мінімуми. 
Ім'ям Вівіані названо одну з просторових кривих (крива Вівіані), яка є частковим випадком циклоциліндричних кривих (тобто кривих перетину кругового циліндра з кулею, центр якої лежить на поверхні циліндра), коли діаметр кругового циліндра дорівнює радіусу кулі. Вівіані сформулював одну задачу квадратури круга, що приводить до цієї кривої. Низку розв'язків цієї задачі отримали Готфрід Лейбніц, Йоганн Бернуллі, Д.Валліс, Гійом де Лопіталь та інші.